# ميجيل بيدرو
ميجيل بيدرو (بالبرتغالية: Miguel António Teixeira Ferreira Pedro‏) (6 نوفمبر 1983 ببورتو في البرتغال - ) هو لاعب كرة قدم برتغالي في مركز الوسط. شارك مع منتخب البرتغال تحت 20 سنة لكرة القدم. أما مع النوادي، فقد لعب مع أنورثوسيس فاماغوستا ونادي أكاديميكا كويمبرا ونادي إيرميس أراديبو ونادي فيتوريا سيتوبال ونادي ديبورتيفو داس أيفيس ونادي باناتشايكي ‏ وسالجويروس ‏ ونادي فييرينسي.

## روابط خارجية
- ميجيل بيدرو على موقع قاعدة بيانات كرة القدم.إي يو (الإنجليزية)
- ميجيل بيدرو على موقع Soccerway.com (الإنجليزية)
- ميجيل بيدرو على موقع AS.com (الإسبانية)